# ليليانا مايو
ليليانا مايو (بالإسبانية: Yolanda Liliana Mayo Ortega)‏ هي عالمة نفس بيروفية، ولدت في 30 مارس 1951 في تشيكلايو في بيرو.